# Melinda Gatesová
Melinda Frenchová Gates (rozená Melinda Ann French, * 15. srpna 1964, Dallas) je americká manažerka a filantropka. Je spoluzakladatelkou Nadace Billa a Melindy Gatesových. Vystudovala Dukeovu univerzitu. Před sňatkem s Gatesem, k němuž došlo roku 1994, pracovala v Microsoftu jako projektová manažerka produktů Microsoft Bob, Microsoft Encarta a Expedia. S Billem Gatesem mají tři děti.
V roce 2021 se s ním rozvedla.